# 石川浩三郎
石川 浩三郎（いしかわ こうさぶろう、1893年（明治26年）9月5日 - 1987年（昭和62年）1月8日）は、大日本帝国陸軍軍人。最終階級は陸軍中将。功四級

## 経歴
1893年（明治26年）に長野県で生まれた。陸軍士官学校第27期、陸軍大学校第35期卒業。1937年（昭和12年）に歩兵第70連隊長に就任し、1938年（昭和13年）に陸軍歩兵大佐に進級した。1939年（昭和14年）に第6師団参謀長に転じ、日中戦争に出動。贛湘作戦、長沙作戦で指揮を執った。
1941年（昭和16年）8月25日に陸軍少将に進級。10月15日に第15歩兵団長（第13軍、第15師団）に転じ、南京の警備に当たった。1943年（昭和18年）に南方軍通信隊司令官に就任し、南方方面に出征。1944年（昭和19年）に陸軍通信学校長に転じ、10月26日に陸軍中将に進級、11月22日には通信兵監に就任した。1945年（昭和20年）3月19日に陸軍歩兵学校附を経て、4月1日には第147師団長に親補され、千葉県茂原で終戦を迎えた。同年10月3日には北部上陸地支局長に就任。
1947年（昭和22年）11月28日、公職追放仮指定を受けた。